# Alawa
Het Alawa is een Gunwinyguan-taal die wordt gesproken in Noord-Australië. Anno 1991 telde de taal 18 sprekers.